# Liste von Schallarchiven
Dies ist eine Liste von Schallarchiven in aller Welt.

## Deutschland
- Archiv für gesprochenes Deutsch, Mannheim
- Bayerisches Archiv für Sprachsignale, München
- Berliner Phonogramm-Archiv
- Christliche Musik#Weblinks
- Deutsches Musikarchiv (DMA, ehemals Deutsche Musik-Phonothek), Leipzig
- Historisches Werbefunkarchiv, Regensburg
- Klaus-Kuhnke-Archiv für Populäre Musik, Bremen
- Plattdeutsches Tonarchiv (PLATO)
- Deutsches Rundfunkarchiv (DRA), Potsdam
- Schallarchive deutscher Rundfunkanstalten:
  - Schallarchiv des Bayerischen Rundfunks
  - Schallarchiv des NDR
  - Schallarchiv des Westdeutschen Rundfunks
  - Schallarchiv des Südwestrundfunks
- Schallarchiv-NRW des ChorVerbandes NRW e.V.[1]
- Schallarchiv der NSDAP
- Schallarchiv der Ruhrgebietsliteratur REVIERCAST
- Universitätssammlungen:[2]
  - Berlin: Lautarchiv der Humboldt-Universität zu Berlin[3]
  - Berlin: Phonogrammarchiv/Schallarchiv in der Humboldt-Universität zu Berlin (befindet sich nicht mehr an der Universität)[4]
  - Berlin: Tierstimmenarchiv/Schallarchiv in der Humboldt-Universität zu Berlin (befindet sich nicht mehr an der Universität)[5]
  - Eichstätt: AV-Archiv/Schallarchiv in·der Katholischen Universität Eichstätt-Ingolstadt[6]
  - Göttingen: Schallarchiv des Musikwissenschaftlichen Seminars der Universität Göttingen[7]
  - Halle (Saale): Phonetische Sammlung/Schallarchiv in·der Martin-Luther-Universität Halle-Wittenberg[8]
  - Leipzig: Schallarchiv des Liturgiewissenschaftlichen Instituts der VELKD·in der Universität Leipzig[9]
  - Mainz: Archiv für die Musik Afrikas/Schallarchiv in·der Johannes Gutenberg-Universität Mainz[10]
  - Marburg: Forschungszentrum Deutscher Sprachatlas (DSA), Schallarchiv in·der Philipps-Universität Marburg[11]
  - München: Bayerisches Archiv für Sprachsignale (BAS)
  - Regensburg: Hoerburger-Sammlung, Schallarchiv in·der Universität Regensburg[12]

## Österreich
- Österreichische Mediathek
- Phonogrammarchiv der Österreichischen Akademie der Wissenschaften

## Schweiz
- Schweizer Nationalphonothek, Lugano
- Phonogrammarchiv der Universität Zürich

## Andere Länder in Europa
- Digitale Sammlungen zur sprachlichen Vielfalt, Niederlande
- Ruben-Sammlung, Dänemark
- Nationales Lautarchiv (Kansallinen äänitearkisto/Nationella ljudinspelningsarkivet), Finnische Nationalbibliothek
- Fenno Suomen äänitearkisto, Finnland
- Bibliothèque nationale de France (BnF) – Département de l'Audiovisuel, Frankreich
- Institut National de l'Audiovisuelle (ina), Bry-sur-Marne, Frankreich
- Istituto centrale per i beni sonori e audiovisivi (ICBSA), Rom, Italien
- Schallarchiv des staatlichen Rundfunks Italiens
- Nederlands Instituut voor Beeld en Geluid / The Netherlands Institute for Sound and Vision, Niederlande
- Norsk Lydinstitutt Stavanger, Norwegen
- Biblioteca de Catalunya – Fonoteca, Barcelona, Spanien
- British Library Sound Archive, London, Vereinigtes Königreich

## Außereuropäische Schallarchive
- International Library of African Music (ILAM), Grahamstown, Südafrika
- National Film and Sound Archive, Australien
- Schallarchiv für traditionelle chinesische Musik, Peking, Volksrepublik China
- Israelische Nationalbibliothek, Jerusalem, Israel
- Library and Archives Canada – Music Archives
- Fonoteca Nacional, Mexico
- Sound Archives/Nga Taonga Korero, Wellington und Christchurch, Neuseeland
- The Audiovisual Archives Division in the National Archives of Singapore (AVA), Singapur
- National Film, Video and Sound Archives (NFVSA), Pretoria, Südafrika
- Phonothèque Nationale, Sidi Bou Saïd, Tunesien
- Library of Congress – Recorded Sound Reference Center, USA